# Stefano Magnasco
Stefano Magnasco Galindo (* 28. September 1992 in Santiago) ist ein chilenischer Fußballspieler. Der Rechtsverteidiger wurde fünf Mal nationaler Meister.

## Karriere
Stefano Magnasco begann beim Colegio Seminario Pontificio Menor in Las Condes mit dem Fußballspielen und wechselte im Alter von acht Jahren in die Jugendabteilung von Universidad Católica. 2011 kam der Verteidiger in die Profimannschaft und debütierte gegen den CD Palestino. Mitte 2012 wechselte Magnasco zum niederländischen Klub FC Groningen, wo er in seiner ersten Saison an der Seite von Virgil van Dijk spielte. Nach einer guten ersten Saison in Europa verlor Magnasco im zweiten Jahr an Konstanz. 
So kehrte der Abwehrspieler 2014 zu Universidad Católica zurück, für das er bis 2020 spielte. Mit den Cruzados gelangen Magnasco in dieser Zeit fünf Meisterschaften und zwei Supercup-Siege. Nach Ablauf seines Vertrages in der Hauptstadt ging der Verteidiger im November 2020 zu Deportes La Serena, für das er 14 Ligaspiele absolvierte. Doch schon im Februar 2021 gab Unión Española die Verpflichtung Magnascos bekannt.

## Erfolge
Universidad Católica
- Chilenischer Pokalsieger: 2011
- Chilenischer Meister: 2015/16-C, 2016/17-A, 2018, 2019, 2020
- Supercup-Sieger: 2016, 2019